# 瓦茨拉夫·切爾尼
瓦茨拉夫·切尔尼（1997年10月17日—），捷克的職業足球運動員，司職翼鋒，現效力於德甲俱乐部沃尔夫斯堡。捷克國家足球隊成員。

## 榮譽
阿贾克斯
- 荷蘭甲組足球聯賽冠軍：2018–19
- 荷蘭盃冠軍：2018–19

## 外部連結
- International statistics （页面存档备份，存于） （捷克文）